# Bonneviella regia
Bonneviella regia är en nässeldjursart som först beskrevs av Nutting 1901.  Bonneviella regia ingår i släktet Bonneviella och familjen Bonneviellidae. Inga underarter finns listade i Catalogue of Life.